# Krzyszkowice (województwo łódzkie)
Krzyszkowice – wieś w Polsce położona w województwie łódzkim, w powiecie łęczyckim, w gminie Piątek.
Przez miejscowość przebiega droga wojewódzka nr 702.
W latach 1975–1998 miejscowość administracyjnie należała do województwa płockiego.